# Freddy Wittop
Freddy Wittop (nato Frederick Wittop Koning; Bussum, 26 luglio 1911 – Atlantis, 2 febbraio 2001) è stato un costumista e ballerino olandese naturalizzato statunitense.

## Biografia
Nato a Bussum, Freddy Wittop si trasferì con la famiglia a Bruxelles durante la prima adolescenza e nel 1924, a soli tredici anni, cominciò a lavorare come apprentista nella sartoria del Teatro dell'Opera di Bruxelles. Nel 1931 si trasferì a Parigi e cominciò a lavorare come costumista alle Folies Bergère, disegnando abiti per Joséphine Baker e Mistinguett. Durante i suoi anni parigini Wittop cominciò a studiare danza ed ottenne un grande successo come ballerino di flamenco danzando con La Argentinita, Jose Greco e Tina Ramirez.
Nei primi anni quaranta cominciò a lavorare come costumista negli Stati Uniti e dopo aver combattuto per oltre tre anni con l'esercito statunitense durante la seconda guerra mondiale, fondò la sua compagnia di danza a New York nel 1951. Dopo sette anni di tournée in Europa e negli Stati Uniti, Wittop abbandonò definitivamente la danza per dedicarsi all'attività di costumista a tempo pieno. Tra gli anni sessanta e ottanta curò i costumi di oltre una dozzina di musical di Broadway, incluso le produzioni originali di Hello, Dolly! (1964), Breakfast at Tiffany's (1966) e Dear World (1969). Nel corso della sua carriera ottenne sei candidature al Tony Award ai migliori costumi, vincendone uno nel 1964 per Hello, Dolly!.

## Filmografia
- Dedizione (The Big Street), regia di Irving Reis (1942)